# The Vaudry Jewels
The Vaudry Jewels è un cortometraggio muto del 1915 diretto da Burton L. King. Prodotto e distribuito dalla Universal Film Manufacturing Company, aveva come interpreti Edna Maison, Beatrice Van, Ray Gallagher.

## Trama
Il Servizio Segreto è da molto tempo sulle piste della signora Vaudry, un'elegante avventuriera che è riuscita sempre a eludere ogni controllo teso a coglierla in fallo. L'agente Dudley Crisp, incaricato del caso, scopre che la signora viaggia molto spesso tra Europa e America e che, invariabilmente, torna sempre con la stessa nave con la quale era partita. Non solo, al suo arrivo in albergo, ha al suo servizio sempre la stessa cameriera. Ogni tentativo di scoprire merce di contrabbando nei suoi bagagli è sempre stato un fallimento, ma Crisp nota alcuni comportamenti sempre uguali tra la signora e la cameriera che gli fanno scoprire il trucco che le due donne usano per contrabbandare i gioielli. Nel corso delle sue indagini, però, Crisp si è lasciato coinvolgere in una relazione amorosa con la signora Vaudry, non riuscendo a resistere alla loro attrazione reciproca. Così, al momento di consegnarla alla giustizia, ha dei ripensamenti e decide di lasciarla andare via libera. Lei, però, si rende conto che in questo modo lui si rovinerà a causa sua e, rifiutando la generosa offerta, si consegna alla legge. Passato un anno, i due innamorati potranno alla fine riunirsi.

## Produzione
Il film fu prodotto dalla Universal Film Manufacturing Company.

## Distribuzione
Distribuito dalla Universal Film Manufacturing Company, il film - un cortometraggio in due bobine - uscì nelle sale statunitensi l'11 febbraio 1915. In Danimarca, fu distribuito il 4 ottobre 1915 con il titolo Den kvindelige Smuglerske.